# Ryans dotter
Ryans dotter (engelska: Ryan's Daughter) är en brittisk dramafilm från 1970 i regi av David Lean.
Filmen är inspirerad av Gustave Flauberts roman Madame Bovary.

## Handling
Under första världskriget har en gift kvinna i en irländsk by en affär med en brittisk officer.

## Utmärkelser
Filmen vann bland annat två Oscar på Oscarsgalan 1971.

## Rollista i urval
- Robert Mitchum - Charles Shaughnessy
- Sarah Miles - Rosy Ryan
- Trevor Howard - fader Collins
- Christopher Jones - major Doryan
- John Mills - Michael
- Leo McKern - Thomas Ryan
- Barry Foster - Tim O'Leary
- Marie Kean - mrs McCardle
- Arthur O'Sullivan - mr McCardle
- Ewin Crowley - Maureen
- Barry Jackson - korpralen